# Valby-Hallen
Die Valby-Hallen ist eine Mehrzweckhalle im Stadtteil Valby der dänischen Hauptstadt Kopenhagen.
Die Halle gehört zum Valby Idrætspark mit weiteren Sport- und Freizeitanlagen wie dem gleichnamigen Fußballstadion Valby Idrætspark, Heimspielstätte des BK Frem Kopenhagen, mit 12.000 Plätzen und mehreren Trainingsplätzen, das Erlebnisbad Valby Vandkulturhus und die Hafnia-Hallen. Der Københavns Hockeyklub ist auf der Anlage ansässig und trägt auf dem Feldhockeyplatz seine Spiele aus.
Die Arena besitzt eine Fläche von rund 10.605 Quadratmetern und fasst bis zu 5000 Zuschauer bei Konzertauftritten. Der britische Rockmusiker Eric Clapton trat 1985 im Rahmen seiner Behind the Sun World Tour in der ausverkauften Halle auf. Unter anderem spielten auch schon Marilyn Manson, Rob Zombie, Dream Theater, Bruno Mars, Slayer, Amon Amarth, Tokio Hotel, David Bowie, Bryan Adams, Toto, Depeche Mode, Cliff Richard, Duran Duran, Einstürzende Neubauten, Iron Maiden, Nelly Furtado und Prince in der Halle. Auch das internationale Bierfest fand hier statt.